# Ming-Na Wen
Ming-Na Wen en xinès: 温明娜; en pinyin: Wēn Míngnà (Coloane, Macau, 20 de novembre de 1963) és una actriu de cinema xinesa, nacionalitzada als Estats Units. És principalment coneguda pels seus papers a les sèries ER (1995-2004) i Marvel's Agents of SHIELD (2013-2020).

## Biografia
Nascuda a Coloane, una de les dues illes principals de Macau, després del divorci dels seus pares i una breu estada a Hong Kong, la família es mudà als Estats Units, a Nova York. Amb nou anys es mudà novament, a Pittsburgh, on van obrir el restaurant The Chinatown Inn. En una obra del col·legi en la que participà, s'enamorà de la interpretació, malgrat que la seva mare volia que estudiés medicina. Es graduà en teatre per la Carnegie Mellon University el 1986.

## Carrera
El primer paper televisiu de Wen va ser a la sèrie de televisió infantil Mister Rogers' Neighborhood el 1985. De 1988 a 1991, va interpretar a Lien Hughes, filla de Tom Hughes, a la soap opera As the World Turns. En el cinema va debutar l'any 1992 amb Rain Without Thunder.
Wen va ser nomenada Disney Legend a la D23 Expo de 2019 per les seves destacades contribucions a la companyia Disney. També es va anunciar que seria un membre del repartiment de la sèrie de televisió Star Wars The Mandalorian, interpretant a Fennec Shand. Reprèn aquest paper vocalment a Star Wars: The Bad Batch, i la propera sèrie d'acció en viu The Book of Boba Fett.
El setembre de 2021, Wen va ser escollida com Ivy en la funció jukebox musical LGBTQIA+ Glitter & Doom amb Missi Pyle. El desembre de 2021, va ser incloas a la llista 100 Women de 2021.

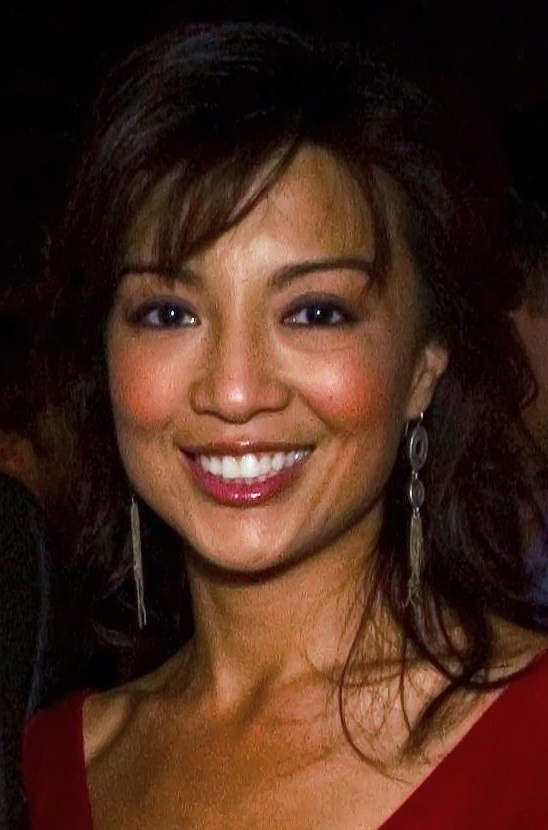
Ming Na l'octubre de 2006.

## Filmografia bàsica
- Rain without thunder, en català Pluja sense trons (1992);
- The Joy Luck Club (1993);
- Street Fighter, en català Street Fighter: la llegenda (1994);
- The Single Guy (1995-1997);
- ER (1995-2004);
- Mulan, en català Mulan (1998);
- Final Fantasy: La força interior (Final Fantasy: The Spirits Within) (2001);
- Prom Night, en català Una nit per morir (2008);
- Push, en català Push (2009);
- SGU Stargate Universe (2009-2011);
- Marvel's Agents of SHIELD (2013-2020);
- The Mandalorian (2019-2020).

## Premis i nominacions
| Any  | Premi                                               | Categoria | Treball                | Resultat  |
| ---- | --------------------------------------------------- | --- | ---------------------- | --------- |
| 1998 | Annie                                               | Èxit destacat per a la interpretació de veu per part d'una dona intèrpret en una producció de dibuixos animats | Mulan                  | Guanyador |
| 1999 | Online Film & Television Association Award          | Millor actriu familiar | Mulan                  | Guanyador |
| 1999 | Online Film & Television Association Award          | Millor interpretació vocal | Mulan                  | Nominat   |
| 2001 | Premi del Sindicat d'Actors de Cinema               | Actuació col·lectiva en una sèrie dramàtica (compratit amb Anthony Edwards, Laura Innes, Alex Kingston, Eriq La Salle, Julianna Margulies, Kellie Martin, Paul McCrane, Michael Michele, Erik Palladino, Maura Tierney, Goran Višnjić, i Noah Wyle) | ER                     | Nominat   |
| 2014 | People's Choice Award                               | Actriu preferida en una nova sèrie de televisió | Agents of S.H.I.E.L.D. | Nominat   |
| 2015 | Intèrpret de la setmana de TVLine                   | Interpretació a l'episodi "Melinda" | Agents of S.H.I.E.L.D. | Guanyador |
| 2019 | Disney Legend                                       | Film, Televisió, Animació - Veu | Ella mateixa           | Guanyador |
| 2021 | 1ers premis de l'Associació de Crítics de Hollywood | Millor actriu secundària en una sèrie de streaming, Drama | The Mandalorian        | Nominat   |
| 2021 | BBC's 100 Women                                     | Entreteniment i esport | Ella mateixa           | Guanyador |
| 2022 | Hollywood Walk of Fame                              | Televisió | Ella mateixa           | Guanyador |